# 318794 Uglia
318794 Uglia è un asteroide della fascia principale. Scoperto nel 2005, presenta un'orbita caratterizzata da un semiasse maggiore pari a 2,7425984 UA e da un'eccentricità di 0,2518265, inclinata di 9,14942° rispetto all'eclittica.